# Alexandr Skalický
Alexandr Skalický (* 5. listopadu 1958 Náchod) je český architekt a vizuální umělec.

## Biografie
Alexandr Skalický absolvoval studia na Fakultě architektury ČVUT v Praze v roce 1983. V letech 1985–1990 pracoval ve Sportprojektu Praha. V letech 1991–1998 byl spolumajitelem Atelieru Tsunami s.r.o. V roce 1999 založil vlastní ateliér ASMM. Je členem České komory architektů. V letech 1990–2005 byl členem redakční rady časopisu Architekt. V letech 2005–2011 byl korespondentem holandského časopisu A10. V roce 2006 byl editorem ročenky Česká architektura / Czech architecture 2005–2006.

## Architektonické realizace
- Diskotéka Babylon, Náchod, 1992
- Penzion pro důchodce, Nové Město nad Metují 1996
- Rodinný dům, Nové Město nad Metují, 2005
- Sportovní hala, Dolní Dobrouč, 2008
- Rekonstrukce vily, Náchod, 2014
- Rekreační objekt, Adršpach. 2017

## Texty
- Proč maluji, úvodní text pozvánky na výstavu v Galerii mladých, Brno 1987
- HM: Czech Babylon, The Architectural Review, roč. CXCIII, 1993, č. 1161, s. 76 – 77
- Penzion pro důchodce v Novém Městě nad Metují, Architekt, roč. XLII, 1996, č. 21, s. 21–24
- Mezi periferií a periferií, Stavba, roč. 8, 2001, č. 3, s. 63
- Snesitelná míra intervence, Stavba, roč. 9, 2002, č. 1, s. 2
- Potenciál průměrného města, Fórum architektury a stavitelství, roč. XI, 2003, č. 3, s. 74 – 77
- Různost / přizpůsobení / systém / atmosféra, ARCH, roč. 9, 2004, č. 2, s. 44 – 45
- Nad principem odlehčeného urbanismu, Architekt, roč. L, 2004, č. 4, s. 58 – 59
- The Phaidon Atlas of Contemporary World Architecture, Phaidon Press Ltd., London 2004
- Megastore, Jalna, Praha 2005
- Česká architektura / Czech architecture 2005–2006, Prostor – architektura interiér design o.p.s., Praha, 2007
- Revitalizace pivovaru 2100 Broumov, Architekt, roč. LIV, 2008, č. 10, s. 34–39
- Sportovní hala 2070 Dolní Dobrouč, Architekt, LIIV, 2009, č. 11–12, s. 37–44
- Česká a slovenská architektura 1970–2011, AVU Praha, 2013
- Místa architektonického vz(d)oru / Česká architektura mimo centra, Architektura, Praha, 2014
- 40 FA ČVUT 1976–2016, Fakulta architektury ČVUT, Praha, 2016
- Architektura není ploužák, Architect+, 2019, č. 19, s. 10–12

## Výstavy
- Galerie mladých, Brno, 1987
- Urbanita, Galerie Jaroslava Fragnera, Praha, 1990
- EUROPAN 2, Hüttenwerk Meiderich Duisburg 1991
- 415th Biennial of the small-sized applied graphics, Exlibris centrum, Sint-Niklaas, 1991
- Dublin – Monumental interventions, European Centre for Architecture and Urban Studies, Dublin, 2007
- Generace+, Dům umění města Brna, 2008
- Czech Houses, 12 Star Gallery – Europe House London, Londýn, 2015
- FA ČVUT 1976–2016, Galerie Jaroslava Fragnera, Praha, 2016

## Přednášky
- Penzion pro důchodce v Novém Městě nad Metují, Seminář o sociálním bydlení – ÚDU AVČR a Galerie Jaroslava Fragnera, Praha, 25. 6. 1997
- Poloha přímky, FA VUT Brno, 10. 5. 2002
- Potenciál průměrného města, Campus Leonardo – Politecnico di Milano, 9. 6. 2003

## Zastoupení ve sbírkách
- Památník národního písemnictví Praha

## Ocenění
- Grand Prix OA 2001 – laureát hlavní ceny
- International Architecture Award 2007, The Chicago Athenaeum
- Green Good Design 2009 Award, Environmen/Landscape architecture, The Chicago Athenaeum